# Imatge d'Edessa

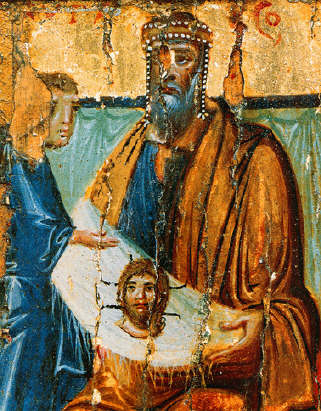
D'acord amb la llegenda, el rei Abgar V d'Edessa va rebre la Imatge d'Edessa que mostra a Jesús de Natzaret

La Imatge d'Edessa o Mandílion (aquest segon terme, en grec μανδύλιον, és emprat sobretot en l'Església Ortodoxa) és una relíquia que consisteix en un quadrat o rectangle de tela sobre el que hi ha una imatge aquiropoet (que alguns sostenen que es va crear de manera miraculosa) de la cara de Jesús de Natzaret que alguns consideren que és la primera imatge icònica. És una de les relíquies relacionades amb Jesús.
Segons la llegenda, el rei Abgar V d'Edessa va escriure a Jesús demanant-li que l'anés a trobar per a guarir-lo d'una malaltia. Agbar va rebre una carta de resposta de Jesús declinant la invitació però prometent una futura visita d'un dels seus deixebles. Aquesta llegenda va ser registrada per primera vegada al segle iv per Eusebi de Cesarea que va dir que havia transcrit i traduït al carta real en els documents siríacs de la cancelleria del rei d'Edessa, però que no fa esment de cap imatge. En canvi l'apòstol Tadeu diu que ha d'anar a Edessa per a complir les paraules de Jesús, per les virtuts del qual va ser miraculosament curat. L'informe d'una imatge, que iniciaria la llegenda d'Abgar, apareix per primera vegada en un document de Síria, la Doctrina d'Addai: segons ell, el missatger, anomenat Ananies, també era un pintor i va fer el retrat que va ser portat de tornada a Edessa i conservat al palau reial.
El primer registre de l'existència física de l'antiga ciutat d'Edessa, actualment Urfa, fou escrita el 593 dC, i explica d'un retrat de Crist d'origen diví (θεότευκτος) que ajuda miraculosament a Edessa contra els perses el 544. La imatge es va traslladar a Constantinoble al segle x. La tela va desaparèixer de Constantinoble durant el saqueig de la ciutat del 1204, durant la Quarta Croada, i va reaparèixer com una relíquia del rei Lluís IX de França a la Santa Capella de París. Finalment va desaparèixer durant la Revolució Francesa.
La Imatge d'Edessa s'ha volgut identificar amb la Santa Faç conservada a l'Església de Sant Bartomeu dels Armenis de Gènova, com també amb la que es conservava a San Silvestro in Capite i actualment és al Palau Vaticà. Estilísticament, aquestes dues imatges són de l'escola pictòrica del cristianisme oriental, com també la Santa Faç del convent de Santa Margalida de Palma, imatge de gran devoció que donà lloc a la Fira del Ram.
Les vicissituds sobre la carta d'Edessa entre el segle i i la seva localització en el seu temps no ha estat explicada per Eusebi. Els materials, d'acord amb l'acadèmic Robert Eisenman, "són molt freqüents en les fonts sirianes amb múltiples desenvolupaments i divergències que és difícil de creure que tots es basin en els mateixos esforços d'Eusebi (Eisenman 1997:862).